# Tosny
Tosny és un municipi francès situat al departament de l'Eure i a la regió de Normandia. L'any 2007 tenia 615 habitants.

## Demografia

### Població
El 2007 la població de fet de Tosny era de 615 persones. Hi havia 186 famílies de les quals 48 eren unipersonals (24 homes vivint sols i 24 dones vivint soles), 65 parelles sense fills, 65 parelles amb fills i 8 famílies monoparentals amb fills.
La població ha evolucionat segons el següent gràfic:
Habitants censats

### Habitatges
El 2007 hi havia 243 habitatges, 193 eren l'habitatge principal de la família, 40 eren segones residències i 10 estaven desocupats. Tots els 242 habitatges eren cases. Dels 193 habitatges principals, 169 estaven ocupats pels seus propietaris, 10 estaven llogats i ocupats pels llogaters i 13 estaven cedits a títol gratuït; 10 tenien dues cambres, 25 en tenien tres, 66 en tenien quatre i 91 en tenien cinc o més. 134 habitatges disposaven pel capbaix d'una plaça de pàrquing. A 93 habitatges hi havia un automòbil i a 86 n'hi havia dos o més.

### Piràmide de població
La piràmide de població per edats i sexe el 2009 era:
| Homes | Edats   | Dones |
| ----- | ------- | ----- |
| 0     | 95 o +  | 4     |
| 8     | 90 a 94 | 16    |
| 4     | 85 a 89 | 20    |
| 4     | 80 a 84 | 20    |
| 8     | 75 a 79 | 24    |
| 8     | 70 a 74 | 24    |
| 28    | 65 a 69 | 20    |
| 24    | 60 a 64 | 32    |
| 12    | 55 a 59 | 24    |
| 4     | 50 a 54 | 12    |
| 16    | 45 a 49 | 8     |
| 16    | 40 a 44 | 24    |
| 28    | 35 a 39 | 20    |
| 16    | 30 a 34 | 24    |
| 4     | 25 a 29 | 8     |
| 8     | 20 a 24 | 4     |
| 20    | 15 a 19 | 12    |
| 12    | 10 a 14 | 12    |
| 20    | 5 a 9   | 8     |
| 8     | 0 a 4   | 8     |

## Economia
El 2007 la població en edat de treballar era de 284 persones, 193 eren actives i 91 eren inactives. De les 193 persones actives 179 estaven ocupades (97 homes i 82 dones) i 14 estaven aturades (5 homes i 9 dones). De les 91 persones inactives 24 estaven jubilades, 29 estaven estudiant i 38 estaven classificades com a «altres inactius».

### Ingressos
El 2009 a Tosny hi havia 219 unitats fiscals que integraven 541,5 persones, la mediana anual d'ingressos fiscals per persona era de 21.291 €.

### Activitats econòmiques
Dels 23 establiments que hi havia el 2007, 1 era d'una empresa alimentària, 4 d'empreses de fabricació d'altres productes industrials, 5 d'empreses de construcció, 3 d'empreses de comerç i reparació d'automòbils, 1 d'una empresa d'informació i comunicació, 2 d'empreses immobiliàries, 3 d'empreses de serveis, 1 d'una entitat de l'administració pública i 3 d'empreses classificades com a «altres activitats de serveis».
Dels 5 establiments de servei als particulars que hi havia el 2009, 1 era un taller de reparació d'automòbils i de material agrícola, 1 paleta, 2 fusteries i 1 agència immobiliària.
L'any 2000 a Tosny hi havia 7 explotacions agrícoles.

## Equipaments sanitaris i escolars
El 2009 hi havia una escola elemental integrada dins d'un grup escolar amb les comunes properes formant una escola dispersa.

## Poblacions més properes
El següent diagrama mostra les poblacions més properes.